# Patrycja Rosiak
Patrycja Rosiak – polska biskupka Kościoła Katolickiego Mariawitów w RP. Związana jest z  Parafią w Grzmiącej.
Przez długi czas zaangażowana była w życie duchowe i liturgiczne Kościoła mariawickiego jako kapłanka ludowa. Odpowiedzialna była za służbę liturgiczną w Parafii w Grzmiącej w czasie choroby i krótko po śmierci zmarłej w 2020 r., jej wieloletniej proboszczki s. Marii Almy Białkowskiej. 11 listopada 2021  po raz pierwszy w historii Kościoła odbyły się konsekracje biskupie kapłanów ludowych. Ceremonia miała miejsce w Grzmiącej. Wyświęconych zostało wówczas troje nowych biskupów; Patrycja Rosiak i Paweł Sobczak z parafii w Grzmiącej oraz Iwona Pietrasiak z parafii w Felicjanowie. Konsekratorkami były s. bp Maria Beatrycze Szulgowicz (zwierzchnik Kościoła) i s. bp Maria Rafaela Woińska (kustoszka warszawska). Były to pierwsze konsekracje biskupie w Kościele od 1993. 
Do czasu zwołania Kapituły Generalnej Kościoła i podjęcia ewentualnych zmian natury administracyjnej, Patrycja Rosiak i dwoje pozostałych biskupów, kontynuują swoją służbę w dotychczasowych miejscach.